# 接觸熱導
接觸熱導（thermal contact conductance）是指二個固體在有热接触時的热传导。接觸熱導係數（thermal contact conductance coefficient）{\displaystyle h_{c}}是有二個相接觸的固體之間的熱導率，也表示其導熱的能力。接觸熱導係數的倒數稱為接觸熱阻（thermal contact resistance）。

## 定義

圖1：兩個相接觸固體之間的熱流以及其溫度分佈

當二個固體相接觸（例如圖1的A和B），熱會由較高溫的物體流到較低溫的物體。二個固體的溫度分佈大致如圖1所示。在接觸面上有明顯的溫度落差，這就是二個接觸面之間接觸熱阻造成的影響。接觸熱阻定義為溫度差和介面平均熱流的比例。
依照傅立葉定律，兩物體之間的熱流如下式所示：
| {\displaystyle q=-kA{\frac {dT}{dx}}} |  | 1 |

其中{\displaystyle q}為熱流，{\displaystyle k}為熱傳導率，{\displaystyle A}為截面積，{\displaystyle dT/dx}是延著熱流方向的溫度梯度。
考慮能量守恆，兩物體之間的熱流可以用以下方式計算：
| {\displaystyle q={\frac {T_{1}-T_{3}}{\Delta x_{A}/(k_{A}A)+1/(h_{c}A)+\Delta x_{B}/(k_{B}A)}}} |  | 2 |

可以看出熱流和兩物體的熱傳導率{\displaystyle k_{A}}和{\displaystyle k_{B}}，接觸面積{\displaystyle A}，以及接觸熱阻{\displaystyle 1/h_{c}}有關。而接觸熱阻的倒數即為接觸熱導係數{\displaystyle h_{c}}。

## 重要性
大部份實驗確定的接觸熱阻值在0.000005和0.0005 m2 K/W之間（其對應接觸熱導在200,000至2000 W/m2 K之間）。要知道接觸熱阻對整體的影響大不大，可以比較系統中各層熱阻的大小，再和接觸熱阻比較。若系統是良好熱導體（例如金屬）組成，接觸熱阻的影響很大，甚至是決定整體的熱阻，但若是針對隔熱材質，接觸熱阻就可以忽略。
在許多應用中，接觸熱導都是重要的參數，大部份是因為許多物理系統是由多個材料所組成的。以下是一些接觸熱導很重要的應用。
- 電子學
  - 电子封装
  - 散热片
  - 支架
- 工業
  - 核反应堆冷卻
  - 燃氣渦輪發動機冷卻
  - 内燃机
  - 换热器
  - 热绝缘
  - 車用鋼材的加壓硬化（英语：Press hardening）
- 飛行或是航太
  - 高超音速飛行器
  - 太空船的熱監控
- 住家/建築科學（英语：Building science）
  - 建築外殼的性能